# Reto Nay
Reto Nay (* 1. Januar 1962 in Ilanz, Kanton Graubünden) ist ein Schweizer römisch-katholischer Priester, Exeget und Internetaktivist. Wegen seiner Mitarbeit auf rechtsextremen Websites wurde er vom Bistum Chur entlassen.

## Leben
Reto Nay wurde am 1. Januar 1962 in Ilanz (rätoromanisch Glion) im Kanton Graubünden geboren, heimatberechtigt ist er in der Graubündner politischen Gemeinde Trun. Nach der Matura am Gymnasium des Benediktinerklosters Disentis (rätoromanisch Mustér) trat er 1982 in das diözesane Priesterseminar in Chur ein und absolvierte seine Auslandssemester am Studienjahr der Abtei Dormitio Mariae in Jerusalem.

### Akademische Tätigkeit
Nach der Beendigung des Grundstudiums wechselte er 1987 nach Rom an das Päpstliche Bibelinstitut. 1997 verteidigte er sein Doktorat zum Thema Jahwe im Dialog. Eine kommunikationsanalytische Untersuchung von Ez 14,1–11 mit summa cum laude.
Nach Abschluss seiner Studien kam Reto Nay nach Österreich und war mehrere Jahre Professor für Altes und Neues Testament am Internationalen Theologischen Institut für Studien zu Ehe und Familie, welches damals in der aufgelassenen Kartause Gaming angesiedelt war. Es folgten später auch Lehraufträge an der hauseigenen Theologischen Lehranstalt der Diener Jesu und Mariens in Blindenmarkt und einige Jahre als Gastdozent an der Gustav-Siewerth-Akademie.

### Publizistik
Reto Nay wirkte bei verschiedenen, sich als römisch-katholisch verstehenden Medien mit, so beim Sender Radio Horeb, dem Internetfernsehen K-TV, Radio Maria, dem Onlinemagazin kath.net, der katholisch-traditionalistischen Fachzeitschrift Theologisches, dem Videoportal gloria.tv und dem rechtsextremen Blog kreuz.net (zu den letztgenannten Websites siehe auch Abschnitt Kontroversen).

### Seelsorge
1991 empfing Nay die Priesterweihe im Bistum Chur. 2002 zog er laut eigener Angaben in die nord-moldawische Stadt Bălți. Der Theologe David Berger behauptet in seinem Buch Der heilige Schein ein fluchtartiges Verschwinden Nays in der Zeit vor dem Amtsverzicht von Bischof Kurt Krenn in Verbindung mit dem Skandal um den Download kinderpornografischer Fotos im Priesterseminar St. Pölten im Juli 2004. Reto Nay bezeichnete diese Darstellung als Verleumdung: Er habe das Internationale Theologische Institut nach Semesterende in Absprache mit der Institutsleitung bereits 2002 verlassen.
Von 2002 bis 2006 wirkte Nay in Moldawien nach eigenen Angaben in sozialen Projekten und als Aushilfspriester im Norden des nicht zur EU gehörenden Landes. Von September 2006 bis zu seiner Entlassung im März 2013, die mit seiner Tätigkeit für das Videoportal gloria.tv begründet wurde, betreute Nay die katholische Kirchgemeinde des Bergdorfs Sedrun (Gemeinde Tujetsch) als Seelsorger, für dessen Stelle er sich auf Veranlassung des späteren Bischofs des Bistums Chur, Vitus Huonder, beworben hatte.

### Kontroversen
Reto Nays Aktivitäten bei den Websites kreuz.net und gloria.tv sind umstritten und haben unter anderem zu wiederholten Konflikten mit seinem Diözesanbischof Vitus Huonder geführt.

#### Fall «kreuz.net»
Im Februar 2012 äußerte er sich zustimmend zur Veröffentlichung mehrerer seiner Artikel auf der vom deutschen Bundesamt für Verfassungsschutz als grundgesetzwidrig eingestuften Internetseite kreuz.net und wurde daraufhin vom Bistum Chur zum Gespräch zitiert. Im Juni 2012 erklärte der Churer Bischof Vitus Huonder hierzu, es sei für einen Priester seines Bistums nicht angemessen, auf kreuz.net zu publizieren.
Am 2. Dezember 2012 wurde kreuz.net abgeschaltet; im August 2013 wurde während einer Hausdurchsuchung bei den beiden auf gloria.tv tätigen Priestern in Österreich auch der Rechner von kreuz.net beschlagnahmt. Als einzige Mitarbeiter von gloria.tv im Priesterstand waren Reto Nay und Markus Doppelbauer genannt worden; die Mitarbeiterliste wurde zwischenzeitlich gelöscht.

#### Fall «gloria.tv» und Amtsenthebung
Reto Nay ist Mitbegründer, aktiver Mitarbeiter, Zeichnungsberechtigter und alleiniger Einzelprokurist des mehrsprachigen Videoportals gloria.tv. Zugleich ist er neben Markus Doppelbauer einer der beiden für gloria.tv tätigen Priester.
Am 22. Januar 2009 wurde auf gloria.tv ein den Holocaust verharmlosender Text veröffentlicht. Nay verweigerte gegenüber der Kirchenzeitung der Diözese Linz die Löschung des Kommentars mit der Begründung, «es brauche die ganze katholische Bandbreite». Der Medienrechtsexperte Walter Berka erklärte, es liege der schwerwiegende Verdacht auf einen Verstoß gegen das Gesetz zum Verbot der nationalsozialistischen Wiederbetätigung vor. Dazu gab Nay an, das österreichische oder deutsche Recht sei für gloria.tv nicht maßgeblich, da die Website in Moldawien registriert sei.
Am 3. Februar 2012 berichtete gloria.tv von einer Undercover-Aktion von ProLife-Anhängern. Die Abtreibungsgegner hatten demnach im Oktober 2011 mit Hilfe einer Privatdetektivin überprüft, ob katholische Kliniken in Köln die «Pille danach» verschrieben. Die gloria.tv-Moderatorin Eva Doppelbauer nannte «in denunziatorischem Duktus» die Namen der Gynäkologen, die der Scheinpatientin Notfallpraxen empfahlen, wo Ärzte «aus dem Dunstkreis der Abtreiberfirma Pro Familia» arbeiteten. Nachdem ein Autor von kreuz.net das Erzbistum Köln darüber informiert hatte, wurden in der Folge im Dezember 2012 zwei Vergewaltigungsopfern in katholischen Krankenhäusern in Köln Behandlung und Beweissicherung verweigert.
Am 18. Februar 2013 zeigte die englischsprachige Version von gloria.tv Bilder von deutschen Bischöfen mit Hakenkreuzen, weil diese die Pille danach in den Krankenhäusern ihrer Bistümer zugelassen hätten. Die Deutsche Bischofskonferenz distanzierte sich ausdrücklich von der Website und kündigte an, dass künftig Inhalte von der kirchlichen Internetseite kirche.tv nicht mehr von gloria.tv verwendet werden dürften. Bereits Mitte Januar hatte die Fernsehredaktion der Diözese Würzburg ihren Kanal auf gloria.tv gelöscht. Der unter Obhut der Deutschen Bischofskonferenz produzierte Tagessegen musste am 20. Februar 2013 nach einer Untersagungsverfügung der Arbeitsstelle Katholische Fernseharbeit von gloria.tv entfernt werden. Burkhard Hose, Pfarrer der katholischen Hochschulgemeinde Würzburg, erstattete Strafanzeige gegen gloria.tv wegen Verwendens von Kennzeichen verfassungswidriger Organisationen.
Der Churer Bischof Vitus Huonder forderte Nay am 20. Februar 2013 auf, die beleidigende Webseite von gloria.tv zu entfernen. Kurz nach Gründung hatte Huonder noch ein Empfehlungsschreiben für gloria.tv verbreitet und unterstützte den Sender bis 2013 ideell. In der Folge behauptete Nay, die englischsprachigen Texte nicht zu verantworten und nicht entfernen zu können. Nach Angaben von Bistumssprecher Giuseppe Gracia sah sich der Bischof nicht berechtigt, weitere Schritte einzuleiten. Zugleich betonte Bischof Huonder, Mitarbeiter seiner Diözese dürften kein diffamierendes oder verhetzendes Gedankengut verbreiten oder unterstützen. Die weitere Tätigkeit Nays für gloria.tv wurde jedoch nicht untersagt.
Im März 2013 bezeichnete gloria.tv Reporter von Spiegel TV, die in der Schweiz Recherchen über das Videoportal betrieben hatten, als «Stalker» und unterstellte ihnen Nazi-Methoden; erneut verwendete gloria.tv das Hakenkreuz, diesmal verbunden mit dem Logo von Spiegel TV. Zuvor war es in Graubünden zu Handgreiflichkeiten zwischen Mitarbeitern von gloria.tv, unter ihnen Reto Nay, und dem Team von Spiegel TV gekommen. Am 11. März 2013 forderte der Churer Bischof Vitus Huonder den Hauptsitz von gloria.tv zur Löschung aller mit ihm in Verbindung stehender Dateien von der Website auf. Am 12. März 2013 verlangte der Tujetscher Gemeindepräsident Pancranzi Berther die Entlassung Nays durch das Ortsbistum, falls der Priester seine Tätigkeit bei gloria.tv nicht niederlege und sich klar von dessen Aktivitäten distanziere. Berther fügte hinzu, sein Dorf wolle «kein Nest von Extremisten» sein. Am selben Tag war es zu einem gewalttätigen Übergriff dreier Mitarbeiter von gloria.tv auf ein Kamerateam von RTL gekommen, bei dem eine Mitarbeiterin des Kamerateams von RTL leicht verletzt wurde.
Am Abend des 13. März 2013 wurde Reto Nay von der Kirchgemeinde Tujetsch fristlos entlassen. Das Bistum Chur forderte ihn auf, umgehend von seiner Tätigkeit als Pfarrer zurückzutreten; anderenfalls werde ihm die missio canonica entzogen.
Im März 2013 leitete die Graubündner Kantonspolizei ein Ermittlungsverfahren im Zusammenhang mit gloria.tv ein. Um welche etwaigen Straftaten es sich handelte, wurde nicht bekannt gegeben. Am 15. März 2013 wurde Nay auch durch Bischof Huonder seines Amtes enthoben. Nay führte dies auf gloria.tv auf eine «Hexenjagd» zurück. Das Pfarramt in Sedrun teilte am 15. März 2013 mit, Reto Nay sei am Vortag verschwunden und nicht mehr auffindbar. Nay blieb seitdem untergetaucht. Ab April 2013 predigte Nay wieder auf gloria.tv und meldete sich beim Bistum Chur, sein Aufenthaltsort blieb zunächst unbekannt.
Am 29. August 2013 wurde die Bezeichnung „gloria.tv“ aus dem Namen der Betreiberfirma entfernt; Reto Nay blieb alleiniger Einzelprokurist unter Doina Buzut. Das 2014 eingerichtete neue Impressum von gloria.tv nennt die Betreiber nicht mehr namentlich und gab Moskau als deren neuen Sitz an. Im Jahr 2017 wurde der Sitz nach Dover im Bundesstaat Delaware in die USA verlegt.
Nach Angaben von gloria.tv war Nay in den folgenden Jahren auf der griechischen Insel Patmos tätig. Beiträgen auf gloria.tv zufolge predigte er im November 2017 in St. Pelagiberg (St. Gallen) in der Schweiz.

## Werke (Auswahl)
- Jahwe im Dialog. Kommunikationsanalytische Untersuchung von Ez 14,1-11 unter Berücksichtigung des dialogischen Rahmens in Ez 8-11 und Ez 20 (= Analecta biblica. Band 141). Edizione Pontificio Istituto Biblico, Rom 1999, ISBN 88-7653-141-6 (zugleich Dissertation, Pontificio Istituto Biblico 1997).
- Die Apokalypse des heiligen Johannes. Live-Vorträge auf der Insel Patmos, 2009. Benedetto-Verlag, Aadorf 2010, ISBN 978-3-9523604-7-7.